# Bernhard av Cluny
Bernhard av Cluny (alternativt Morlaix) var en fransk munk, skald och psalmförfattare. Bernhard föddes av engelska föräldrar i Bretagne, Frankrike, år 1091. I unga år blev han munk i klostret Cluny, där han levde tills han avled den 20 augusti 1153. 